# Barbara Spieß
Barbara Spieß, auch Barbara Spiesz (* 4. Juli 1960; † 2. November 2019) war eine deutsche Sängerin (Sopran) und Gesangspädagogin.

## Werdegang
Barbara Spieß studierte ab 1981 Musikwissenschaft und Philosophie an der Ruprecht-Karls-Universität Heidelberg sowie Musikerziehung mit Schwerpunkt Gesang an der Hochschule für Musik Karlsruhe bei Lucretia West (Gesang) und bei Ulrich Rademacher (Lied). Schließlich machte sie 1987 ihren Abschluss in Gesangserziehung, belegte Kurse für Liedgestaltung bei Sissel Hoyem Aue (Gesang) und Barbara Ocusono (Eutonie) auf der Insel Hombroich und absolvierte zudem ein Aufbaustudium an der Opernschule Karlsruhe bei Martin Ackermann. Zugleich studierte sie Gesang bei Ingrid Hausbold in München und Mya Besselink in Maastricht.
Es folgten Auftritte in ganz Deutschland, unter anderem in Gera, Detmold, Köln, Lübeck und München. Zu ihrem Repertoire zählten Rollen wie Fiordiligi in Così fan tutte, Donna Anna in Don Giovanni, Amelia/Maria in Simon Boccanegra, Violetta in La traviata und Cio Cio San in Madama Butterfly.
2012 nahm sie mit dem Pianisten Heinz Walter Florin Weihnachtslieder von Engelbert Humperdinck auf.

## Diskografie
- Weihnachten. Weihnachtslieder von Engelbert Humperdinck. Barbara Spieß (Sopran), Heinz Walter Florin (Piano). Label Records, 2015.